# Amphoe Wapi Pathum
Amphoe Wapi Pathum (thaï : วาปีปทุม) est un amphoe de la province de Maha Sarakham.